# Kuninkaanportti
Kuninkaanportti, ou en suédois : Kungsporten, en français : porte royale ou porte du roi, est l'entrée principale de la forteresse maritime Suomenlinna, située sur six îles d'Helsinki, en Finlande. Elle se trouve sur l'île la plus méridionale de Suomenlinna, en face du détroit de Kustaanmiekka, et est considérée comme le symbole principal de Suomenlinna.
La porte est construite de 1753 à 1754, à l'endroit où le roi Adolphe-Frédéric de Suède ancrait son navire lorsqu'il venait inspecter la construction de la forteresse. D'où son nom de porte du roi. La porte est typique des forteresses, avec des ouvertures de canon. Il y a de larges escaliers menant à la porte, mais devant la porte il y a un pont-levis et une large fosse des deux côtés, pour empêcher l'accès à la forteresse. La porte a été représentée sur le billet de 1000 marks finlandais, dans la toute dernière série, de 1986 à 2001. Pour décoration, les côtés de la porte comportent quatre tablettes de pierre qui ont été écrites, en suédois, par le concepteur de la forteresse, Augustin Ehrensvärd.

## Source de la traduction
- (en) Cet article est partiellement ou en totalité issu de l’article de Wikipédia en anglais intitulé « Kuninkaanportti » (voir la liste des auteurs).